# Wilhelm von Mesen
Wilhelm von Mesen (französisch Guillaume de Messines; † 27. September 1145) war Lateinischer Patriarch von Jerusalem.
Wie der Historiker Hans Eberhard Mayer bemerkt, stammt er aus Mesen (frz. Messines) in Flandern und nicht wie in älterer Literatur angegeben aus Mechelen (frz. Malines). In älterer Literatur wird er entsprechend unrichtig auch Wilhelm von Malines genannt.
Trotz flandrischer Herkunft lebte er als Eremit in der Nähe von Tours, bevor er 1129 im Gefolge von Fulko V. von Anjou nach Palästina reiste. Dort wurde er Prior des Heiligen Grabes. Als der Patriarch von Jerusalem, Stephan von La Ferté im Frühjahr 1130 starb, wurde Wilhelm dessen Nachfolger.
Anders als sein Vorgänger trat er nicht in Opposition zum jeweiligen König von Jerusalem, sondern etablierte gute Beziehungen.
Nachdem König Balduin II. von Jerusalem gestorben war krönte er 14. September 1131 in der Grabeskirche in Jerusalem dessen Nachfolger Melisende und deren Gatten Fulko V. von Anjou.
Da die Straße zwischen Jerusalem und dem nächstgelegenen Seehafen Jaffa noch immer beständig von Räubern unsicher gemacht wurde, die Pilger überfielen und die Nahrungsversorgung Jerusalems unterbrachen, unternahm Wilhelm 1133, während König Fulko sich seinem Heer im Norden befand, einen Feldzug gegen die Straßenräuber. In der Nähe von Bait Nubā, wo die Straße von Lydda ins Bergland aufsteigt, ließ er eine Burg, Chastel Ernaut, errichten. Um 1135 ließ er zu gleichem Zwecke die Burg Gibelin errichten.
1137 führte er unter Mitführung des Heiligen Kreuzes ein Heer zum Entsatz von Montferrand, wo König Fulko nach einer Niederlage gegen Zengi eingeschlossen war.
Nach Fulkos Tod krönte er in der Grabeskirche dessen Sohn und Erben Balduin III. am 25. Dezember 1143 zum Mitkönig neben Melisende.
Als er 1145 starb, wurde Fulko von Angoulême, der Erzbischof von Tyrus, den Wilhelm 1134/35 selbst geweiht hatte, sein Nachfolger als Patriarch von Jerusalem.